# Magic of Nature
Magic of Nature il primo album in studio del cantante svedese di origine iraniana Alireza Hosseini, pubblicato nel 2018.

## Tracce
1. Midnight
2. My Milonga
3. Nature
4. Vernal Cloud
5. Knight
6. Clipper Navet
7. Crowded City
8. Dinner Strangers